# Sainte Marguerite (Zurbarán)
Modèle:Voir homonymies
Sainte Marguerite est un tableau de Francisco de Zurbarán réalisé en 1631.

## Composition
Sainte Marguerite représente sainte Marguerite d'Antioche sous les traits d'une très élégante bergère. Le bâton qu'elle tient à la main, qui pourrait passer pour une houlette s'il n'était surmonté par un croc, la présence inquiétante du dragon à gauche, nous conduisent cependant à penser qu'il y eut une tragédie.
Les yeux, les traits du visage laissent certains critiques penser qu'il s'agit du même modèle que pour la Sainte Agathe.

## Commentaires
« Cette charmante bergère, si apprêtée dans sa mise, paraît sortir d'une scène de théâtre. En effet plutôt que des processions ou des autos sacramentales représentés sur les chars du Corpus durant la semaine de la Fête-Dieu auxquels les historiens font souvent allusion, Zurbarán s'est peut-être inspiré des comedias de Santas jouées dans les corrales de Séville. Les héroïnes sont toujours très jeunes et belles comme la Sainte Jeanne de Tirso de Molina ou la Sainte Marguerite d'Enciso. Leur beauté est décrite comme un don du ciel, un reflet de l'âme qui rayonne mystérieusement et attire irrésistiblement tous les cœurs. »

— Catalogue de l'exposition Zurbarán de 1988, p. 275.

« Il est savoureux de voir un artiste du XVIIe siècle, dont certains voudraient faire passer la spiritualité pour bigoterie, nous offrir cette Marine d'Antioche qui anticipe ces autres bergères que sont parfois les vierges martyres du baroque bavarois, telle qu'on peut en voir, par exemple dans l'église des Vierzehnheiligen, - tout en apportant au traitement des étoffes le soin d'un Memling dans Le Mariage mystique de sainte Catherine. »

— Musée Memling, ancien hôpital Saint-Jean.